# RNA vận chuyển

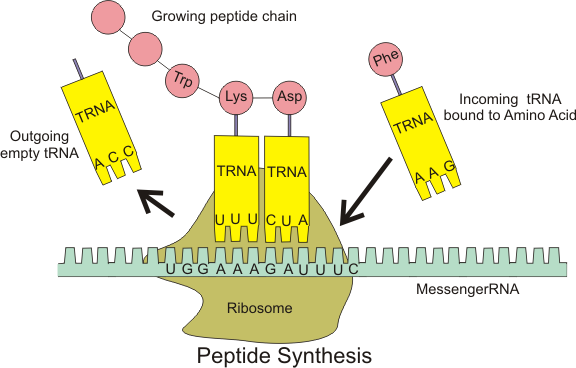
RNA vận chuyển (TRNA trong hình) đang tương tác với mRNA (messengerRNA trong hình) để tổng hợp chuỗi pôlypeptit.

RNA vận chuyển (viết tắt là tRNA hoặc tARN) là một loại RNA có chức năng vận chuyển amino acid và chuyển đổi trình tự các nucleotide trên RNA thông tin (mRNA) thành trình tự các amino acid trong chuỗi pôlypeptit mà gen khuôn mẫu đã quy định. Trong các loại RNA đã biết (xem ở trang danh sách RNA), thì loại tRNA này cùng với mRNA có vai trò quan trọng nhất khi tổng hợp prôtêin cũng như khi dịch mã di truyền.

## Lược sử nghiên cứu
Từ khi Francis Crick và James Watson khai sinh ra Sinh học phân tử vào khoảng những năm 1950, nhất là ngay sau khi F. Crick xây dựng và công bố sơ đồ nổi tiếng: DNA → RNA → Prôtêin của luận thuyết trung tâm (central dogma), những nhà khoa học này đã dự đoán sự tồn tại của các phân tử đóng vai trò mà họ gọi là "nhân tố trung gian" trong đó có tRNA.

## Cấu tạo

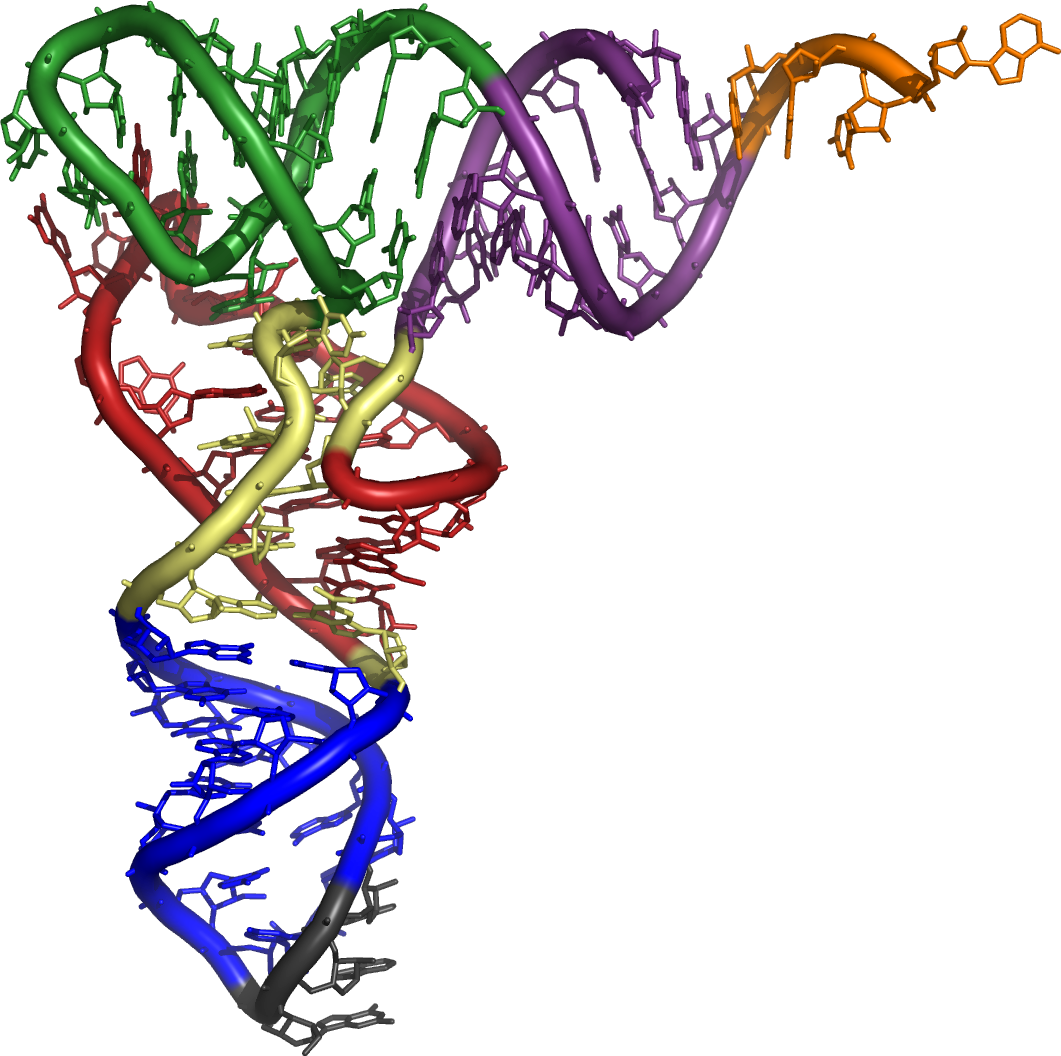
Cấu trúc không gian của tRNA (dựng trên máy tính)

Để đảm nhiệm vai trò trên, mỗi phân tử của RNA vận chuyển đều có một bộ ba đối mã đặc hiệu (còn được gọi là anticodone) có thể nhận ra và bắt đôi bổ sung với codone tương ứng trên RNA thông tin. Trong tế bào thường có nhiều loại RNA vận chuyển khác nhau.

## Quá trình hoạt động

### Hoạt hóa amino acid
Dưới tác dụng của một loại enzyme, amino acid được hoạt hóa lại được tiếp tục hoạt hóa lại liên kết với RNA vận chuyển tạo thành phức hợp aa-tRNA.

### Dịch mã
Đầu tiên, RNA vận chuyển mang amino acid mở đầu formine metionine tiến vào vị trí codone mở đầu, anticodone tương ứng trên RNA này khớp theo nguyên tắc bổ sung với codone mở đầu trên RNA thông tin. Tiếp theo, RNA vận chuyển mang amino acid thứ nhất đến vị trí bên cạnh, anticodone của nó khớp bổ sung với codone của liên kết peptide giữa amino acid mở đầu và amino acid thứ nhất. Robosome dịch chuyển đi một bộ ba trên RNA thông tin, đồng thời RNA vận chuyển rời khỏi ribosome. Tiếp theo, amino acid thứ hai tiến vào ribosome antincodone của nó khớp bổ sung với codone của amino acid thứ hai trên RNA thông tin. Liên kết giữa amino acid thứ nhất và amino acid thứ hai được tạo thành. Sự dịch chuyển của ribosome lại tiếp tục theo từng bộ ba trên RNA thông tin. Quá trình dịch mã tiếp tục cho đến khi gặp codone kết thúc trên RNA thông tin thì quá trình dừng lại.